# Comuna Kîtaihorod, Camenița
Kîtaihorod (în ucraineană Китайгород) este o comună în raionul Camenița, regiunea Hmelnîțkîi, Ucraina, formată din satele Kîtaihorod (reședința), Lenivka și Vîhvatnivți.

## Demografie
Componența lingvistică a comunei Kîtaihorod
     Ucraineană (100%)
Conform recensământului din 2001, toată populația comunei Kîtaihorod era vorbitoare de ucraineană (100%).